# 錫克爾冰原島峰
71°32′S 161°57′E / 71.533°S 161.950°E
錫克爾冰原島峰（英語：Sickle Nunatak），是南極洲的冰原島峰，位於維多利亞地的彭內爾海岸，處於兩角山脈東部，由新西蘭探險隊命名，現時由南極條約體系管理。